# Ribes caldasiensis
Ribes caldasiensis är en ripsväxtart som beskrevs av Weigend. Ribes caldasiensis ingår i släktet ripsar, och familjen ripsväxter. Inga underarter finns listade i Catalogue of Life.